# Decreto Prinetti

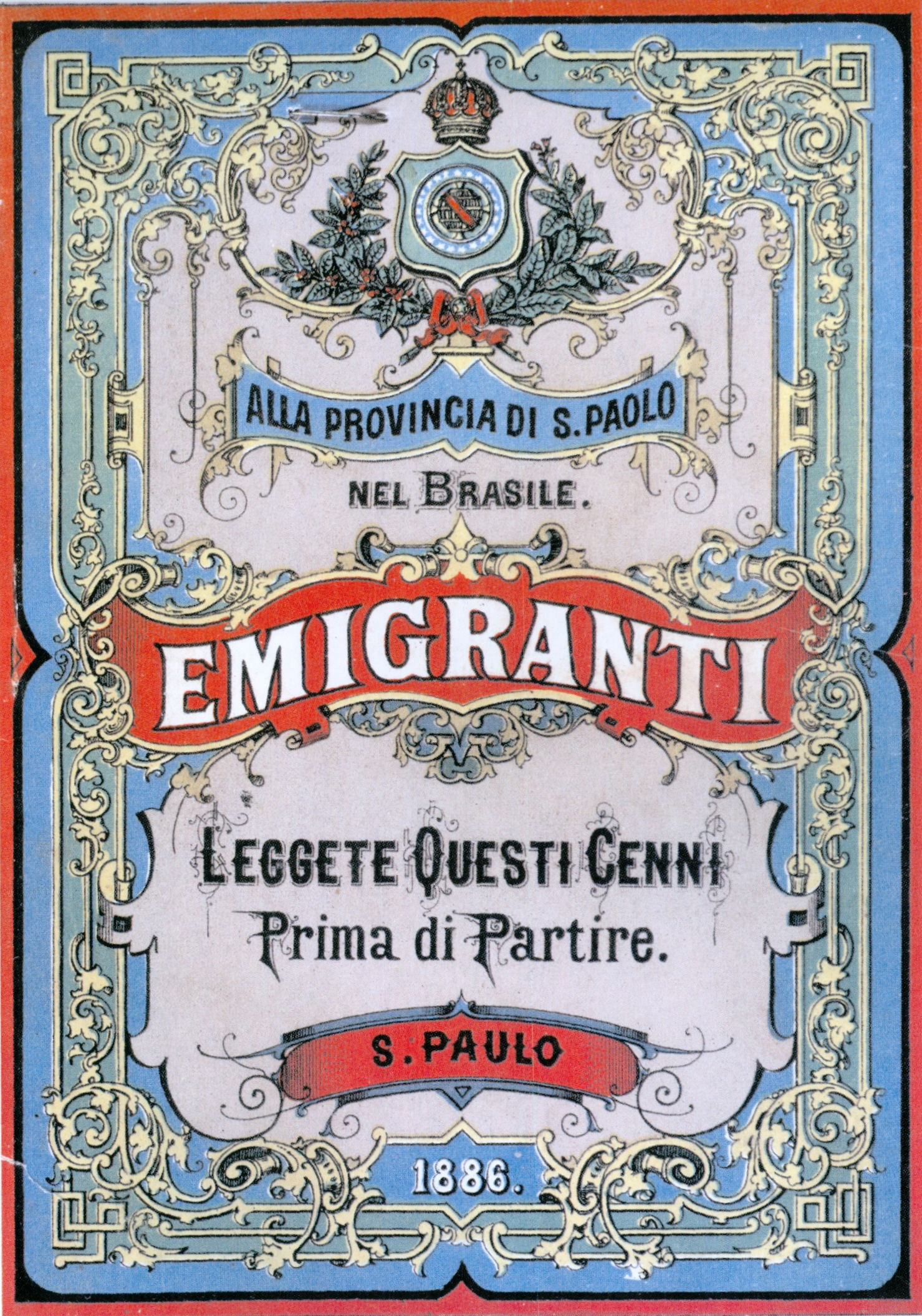
Manifesto Emigrazione San Paolo del Brasile del 1886

Il decreto Prinetti fu un provvedimento preso nel 1902 su iniziativa del ministro degli esteri Giulio Prinetti, nella sua qualità di Presidente della Commissione sull'emigrazione, che impediva la cosiddetta emigrazione sussidiata diretta specialmente in Brasile.
Con il finire dell'Ottocento si era intensificata l'emigrazione europea nel Brasile che ebbe un grosso impulso quando, nel 1888 il Brasile, ultimo dei paesi della comunità internazionale, aveva abolito la schiavitù. I grandi proprietari terrieri ricorsero allora per sostituire la manodopera schiava agli emigranti europei, per lo più italiani. Alcuni agenti si incaricavano di anticipare l'importo delle spese di viaggio. Il fenomeno degenerò in veri abusi: i lavoratori così importati erano trattati come i precedenti schiavi, con giornate di lavoro lunghe, alloggi precari e alimentazione scarsa.
Per evitare tali fenomeni di sfruttamento, il governo italiano prese il drastico provvedimento di proibire l'emigrazione sussidiata. Fu considerato uno dei rari provvedimenti a tutela del lavoro degli emigranti italiani e come tale fu difeso anche da Filippo Turati, ma provocò un irrigidimento nelle relazioni tra Italia e Brasile che continuò ad inviare opuscoli che esaltavano le felici condizioni del lavoro in quelle terre.